# Alexander Sergejewitsch Sapeta
Alexander Sergejewitsch Sapeta (russisch Александр Сергеевич Сапета; * 28. Juni 1989 in Engels) ist ein russischer Fußballspieler.

## Karriere

### Verein
Sapeta begann seine Karriere bei Saturn Ramenskoje. Im Mai 2007 stand er gegen den FK Chimki erstmals im Kader der Profis. Im Oktober 2008 debütierte er schließlich in der Premjer-Liga, als er am 26. Spieltag der Saison 2008 gegen den FK Moskau in der Startelf stand. Bis Saisonende kam er zweimal zum Einsatz. In der Saison 2009 absolvierte er 13 Erstligapartien. In der Saison 2010 kam er zu 24 Einsätzen, in denen er drei Tore erzielte. Nach Saisonende wurde Saturn allerdings aufgelöst. Daraufhin schloss Sapeta sich zur Saison 2011/12 dem vormaligen Ligakonkurrenten FK Dynamo Moskau an. In seiner ersten Spielzeit bei Dynamo absolvierte er 32 Partien in der Premjer-Liga, in der Saison 2012/13 20.
Zur Saison 2013/14 wurde der Mittelfeldspieler innerhalb der Liga an Ural Jekaterinburg verliehen. Bis zum Ende der Leihe kam er nur sechsmal zum Einsatz, da er einen großen Teil der Saison mit einem Kreuzbandriss verpasst hatte. Dennoch verpflichtete Ural Sapeta nach dem Ende der Leihe fest. In der Saison 2014/15 kam er zu 18 Erstligaeinsätzen. In der Saison 2015/16 absolvierte er 29 Partien (lediglich einmal fehlte er gesperrt) und machte dabei sieben Tore. Zur Saison 2016/17 kehrte er zum nunmehr zweitklassigen Dynamo Moskau zurück. Für Dynamo kam er in der Saison 2016/17 zu 33 Einsätzen in der Perwenstwo FNL, mit den Moskauern stieg er zu Saisonende in die höchste Spielklasse auf.
Nach zwölf Einsätzen bis zur Winterpause 2017/18 wechselte Sapeta im Februar 2018 zum Ligakonkurrenten FK Rostow. Für Rostow absolvierte er bis Saisonende fünf Partien. Im September 2018 schloss er sich dem Zweitligisten FK Nischni Nowgorod an. In seiner ersten Spielzeit in Nischni Nowgorod kam er zu 24 Zweitligaeinsätzen. In der Saison 2019/20 absolvierte er bis zum COVID-bedingten Saisonabbruch 21 Partien. Ab Juli 2019 fungierte er bei Nischni zudem als Kapitän. In der Saison 2020/21 kam er zu 34 Einsätzen, in denen er acht Tore erzielte. Zu Saisonende stieg er mit seinem Verein in die Premjer-Liga auf. Nach dem Aufstieg kam Sapeta allerdings nur noch spärlich zum Einsatz, bis zur Winterpause absolvierte er acht Partien, davon nur zwei von Beginn an. Daraufhin wurde er im Januar 2022 an den Zweitligisten FK Kuban Krasnodar verliehen.

### Nationalmannschaft
Sapeta nahm 2006 mit der russischen U-17-Auswahl an der EM teil, während des Turniers kam er einmal zum Einsatz, mit den Russen wurde er Europameister. 2010 kam er zu vier Einsätzen im U-21-Team. Von August 2011 bis September 2012 spielte er fünfmal für die russische B-Nationalmannschaft.